# Phapitreron cinereiceps
Phapitreron cinereiceps е вид птица от семейство Гълъбови (Columbidae). Видът е застрашен от изчезване.

## Разпространение
Видът е разпространен във Филипините.